# 文化路 (鶯歌區)

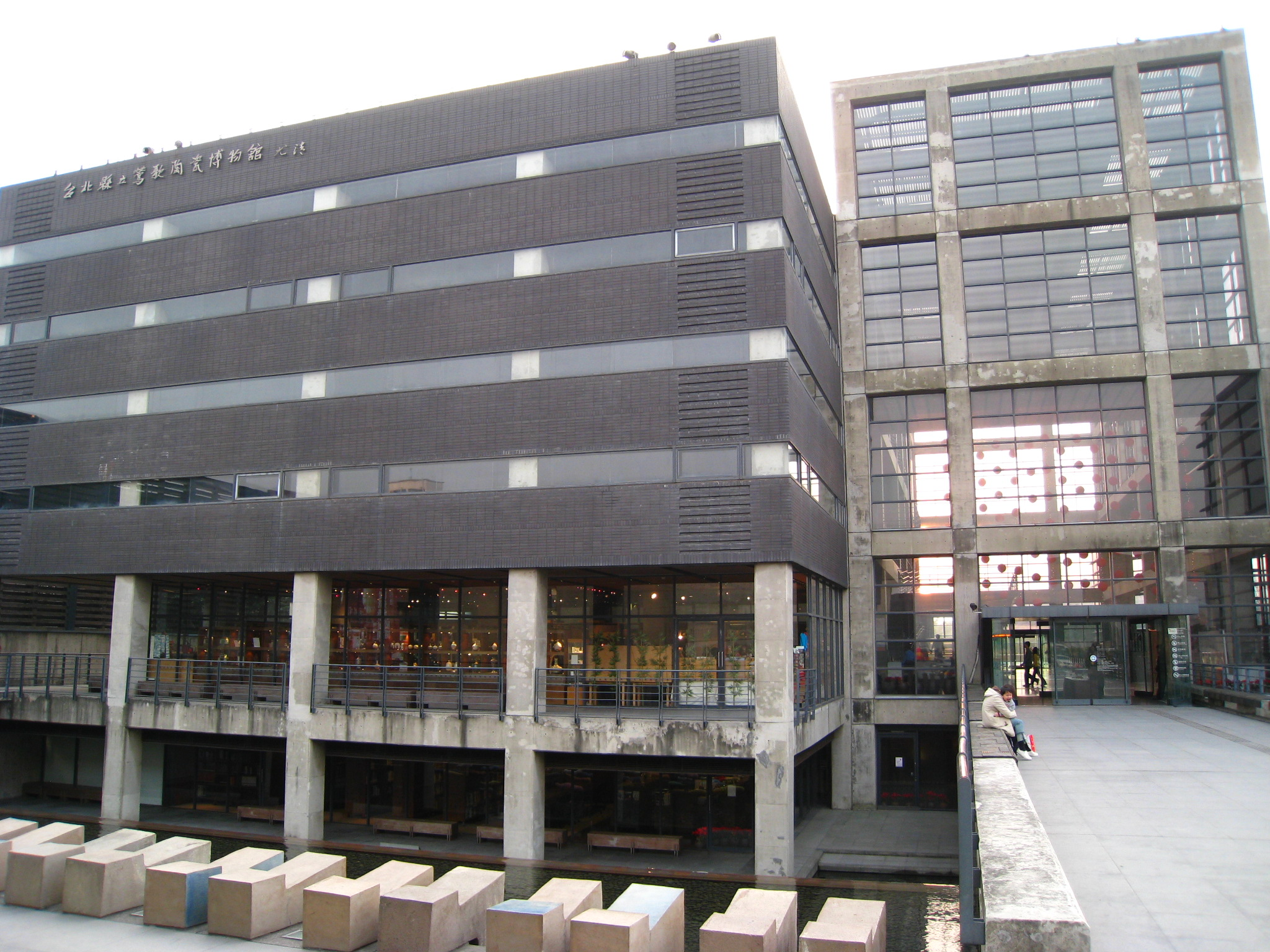
新北市立鶯歌陶瓷博物館

文化路是臺灣新北市鶯歌地區往來三峽區和通往三鶯交流道的重要道路。北接中正一路；東接三鶯大橋，終點接環河路。其中國慶街至三鶯大橋路段為市道110號的一部份，中正一路至中正二路路段為市道114號的一部分。

## 沿經行政區域
- 新北市
  - 鶯歌區

## 車道配置
- 中正一路－館前路：雙向各一車道
- 館前路－三鶯大橋：雙向各二車道

## 沿線設施
（由北至東）
- 鶯歌火車站（68-1號）
- 新北市鶯歌區衛生所 （页面存档备份，存于）（389號）
- 新北市立鶯歌陶瓷博物館（200號）
- 台灣電力有限公司北西區營業處鶯歌服務所（254號）